# Молчепа
Молчепа — река в России, протекает по территории Майкопского района Адыгеи. Устье реки находится в 210 км по правому берегу реки Белой. Длина реки — 17 км, площадь водосборного бассейна — 85 км².

## Данные водного реестра
По данным государственного водного реестра России относится к Кубанскому бассейновому округу, водохозяйственный участок реки — Белая, речной подбассейн реки — подбассейн отсутствует. Речной бассейн реки — Кубань.
Код объекта в государственном водном реестре — 06020001112108100004403.